# Виланова дел Силаро
Виланова дел Силаро (итал. Villanova del Sillaro) је насеље у Италији у округу Лоди, региону Ломбардија.
Према процени из 2011. у насељу је живело 459 становника. Насеље се налази на надморској висини од 70 м.

## Становништво
| 1931. | 1936. | 1951. | 1961. | 1971. | 1981. | 1991. | 2001. | 2011. |
| ----- | ----- | ----- | ----- | ----- | ----- | ----- | ----- | ----- |
| 1.868 | 1.877 | 1.977 | 1.598 | 1.003 | 1.015 | 1.054 | 1.317 | 1.732 |